# (À suivre)
(À suivre) is een voormalig Belgisch stripblad dat maandelijks verscheen. Het blad legde vooral de nadruk op stripromans. Er verscheen ook een Nederlandstalige versie van het blad genaamd Wordt Vervolgd.

## Geschiedenis
In 1978 startte de Belgische uitgeverij Casterman dit stripblad dat gericht was op langere stripalbums, de striproman. In 1980 volgde de Nederlandstalige versie Wordt Vervolgd. In 1989 verscheen het laatste nummer van Wordt Vervolgd en het laatste nummer van (À suivre) verscheen in 1997.

## Tekenaars
In beide bladen verschenen zowel Belgische tekenaars, Nederlandse tekenaars en internationale tekenaars. Hieronder vallen de Fransen Tardi, Jean-Claude Forest en F'Murr, de Italianen Hugo Pratt en Milo Manara, maar ook de Argentijnen José Muñoz en Carlos Sampayo. Tevens publiceerden de Belgen Jan Bosschaert en Johan De Moor in het blad. Daarnaast publiceerden de Belgen Jean-Claude Servais, François Schuiten, Benoît Sokal, Didier Comès, Kamiel Vanhole en Erika Raven in het blad. Ook de Nederlanders Peter Pontiac, Dick Matena, Paul Teng, Peter van Dongen en Lian Ong tekenden in het blad.

## Collectie
Tevens verschenen de stripromans in albumvorm bij Casterman in de collectie Les romans (À suivre) of in het Nederlands Wordt Vervolgd romans.